# Alexei Fjodorowitsch Lwow

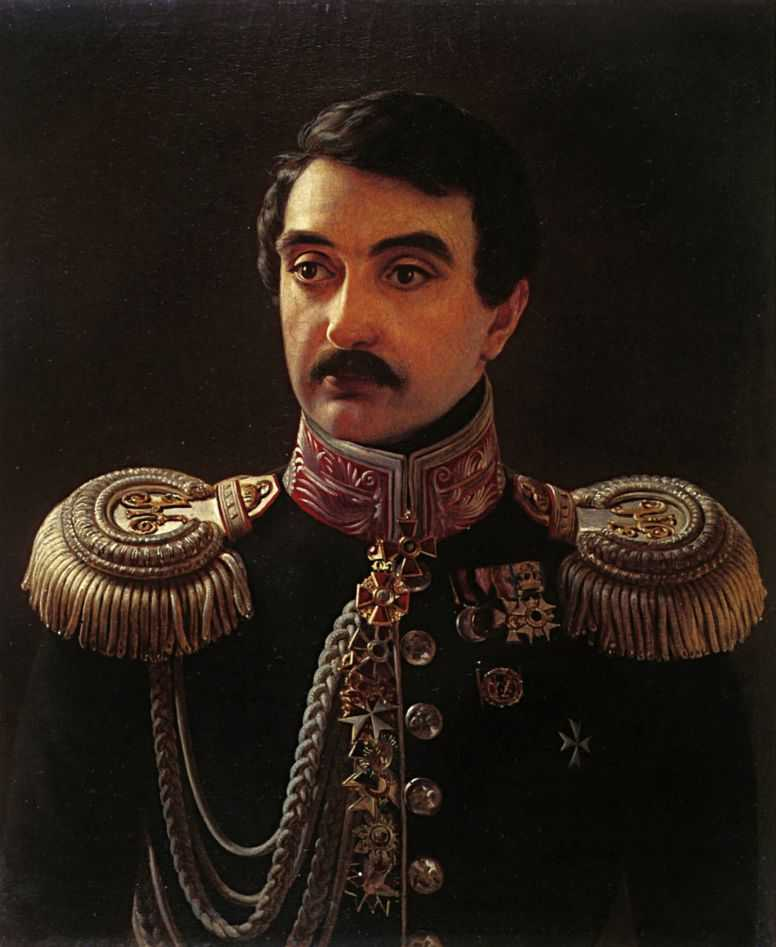
A. F. Lwow

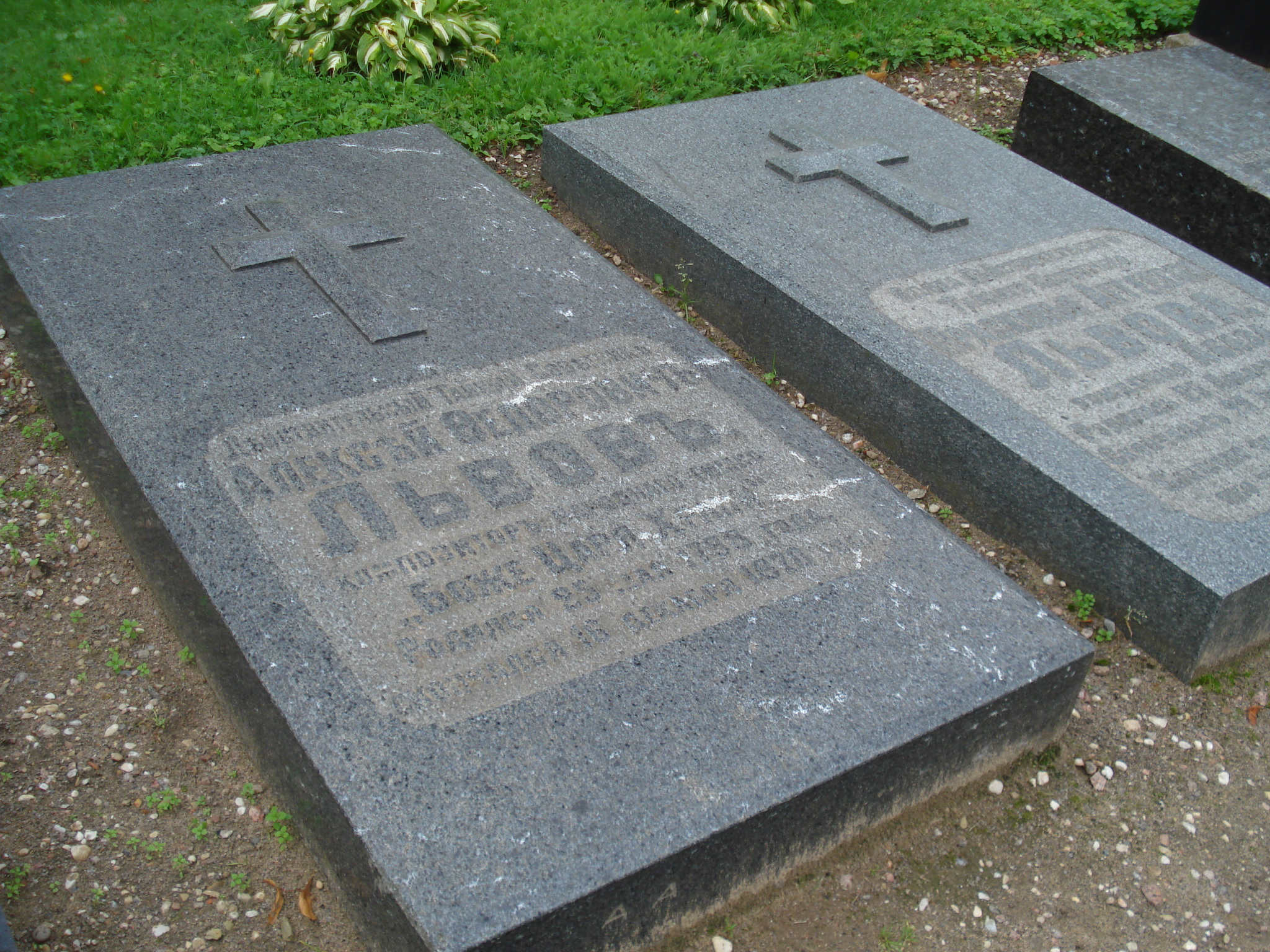
Lwows Grab in Kaunas

Alexei Fjodorowitsch Lwow (russisch Алексей Фёдорович Львов, * 25. Maijul. / 5. Juni 1798greg. in Reval, Gouvernement Estland; † 16.jul. / 28. Dezember 1870greg. in Kowno, Litauen) war ein russischer Violinist und Komponist aus dem russischen rurikidischen Fürstengeschlecht der Lwow. In Westeuropa trat er unter dem Namen Alexis Lvoff auf.

## Leben
Lwow erhielt früh eine gründliche Ausbildung auf der Violine und setzte seine Studien auch im Militärdienst fort. Anfangs war er im Ingenieurkorps beschäftigt, später wurde er zum General und Adjutanten des Zaren Nikolaus I. ernannt.
Er komponierte 1833 nach einem Text von Wassili Schukowski die russische Zarenhymne Gott, schütze den Zaren. Die Melodie wurde später auch von Tschaikowski in seiner Ouvertüre 1812 verarbeitet, ebenso von Johann Benjamin Groß in seinen Exercitien (op. 34). 1836 wurde Lwow die Leitung der kaiserlichen Hofsängerkapelle sowie 1854 die aller kaiserlichen Musikanstalten in Sankt Petersburg übertragen. In diesem Amt wirkte er jedoch nur kurze Zeit, da ihn bald darauf ein Gehörleiden veranlasste, sich auf sein Gut bei Kowno zurückzuziehen, wo er 1870 starb.
Er veröffentlichte unter anderem Violinetüden und schrieb ein Lehrbuch für das Violinspiel, jedoch ist er heute lediglich durch seine Komposition der ehemaligen russischen Nationalhymne bekannt.

## Werke
- Zarenhymne Gott, schütze den Zaren (Боже, Царя храни), 1833
- Phantasien und andere Kompositionen für Violine und Orchester
- Bianca e Gualtiero (1844)
- Undine, Oper (1848)
- Starosta Boris, Oper (1854)
- Motetten
- Neuinstrumentierung des Stabat mater von Giovanni Battista Pergolesi

## Veröffentlichungen
- Über den freien und nicht symmetrischen Rhythmus des altrussischen Kirchengesangs, 1859
- Ratschläge für angehende Violinschüler, 1860

## Diskographie
- Russische Nationalhymne- Arthur Pryor's Band (Victor – 62481, 1904)
- Hail, Pennsylvania! – Peerless Quartet (Victor – 17384, 1913)
- Russische Kaiserhymne – Bass und Orchester – Marcel Journet, Bass; Walter B. Rogers, Dirigent (Victor – 74464, 1916)
- Repentance, op. 34 – Siberian Singers; Nicholas Vasilieff, Chorleiter (Victor – 4574, New York 1939)
- Boge czaria chrani (Russisches Lied) – A. V. Aleksandrov, Bariton (Columbia 1402, New York 1905)
- Boje Tsaria khrani (Nationalhymne Russlands) – Columbia Military Band (Columbia – A1733, New York 1914)
- Russische Nationalhymne – New York Military Band (Edison – 50186, New York 1914)
- Violinkonzert in a-Moll – Sergei Stadler, Violine; Vladislav Chernushenko, Dirigent; Leningrad Philharmonic Symphony Orchestra (Melodija, 1986)